# Diana Cenni
Diana Cenni (Bologna, 12 settembre 1917 – Incisa in Val d'Arno, 27 agosto 1999) è stata una cestista e pattinatrice italiana.

## Carriera

### Pallacanestro
Era soprannominata "vipera" per la velocità con cui bucava le maglie delle difese avversarie.
Iniziò a giocare a pallacanestro nel G.I.L. di Bologna, per poi approdare in Serie A con il Dopolavoro Rionale Magnani. In seguito fu tesserata per la Canottieri Milano che giocava a Milano in via Washington, campo condiviso con la squadra maschile del Dopolavoro Borletti.
Trasferitasi a Milano con il futuro marito Carlo Doglio a fine 1943 dopo la sua scarcerazione, ne condivide sia gli ideali antifascisti che la lotta partigiana militando nella resistenza in città.
Dopo la guerra riprese l'attività sportiva nel 1946 con i colori del G.S. Bernocchi di Legnano, società che aveva rilevato dalla Canottieri Milano lei, Nerina Bertolini e Maria Mengaldo. Fu considerata quale una delle migliori ali della stagione 1946-47.
Fu più volte convocata a selezioni per la Nazionale Italiana.
In Nazionale Universitaria fu convocata 1 volta.
Disputò una sola gara in nazionale in occasione del doppio incontro Francia-Italia che fu disputato venerdì 9 gennaio 1948 a Parigi.

Il G.S. Bernocchi Campione d'Italia 1946-1947. In piedi da sinistra: Pizzagalli (allenatore), Maria Mengaldo, Nerina Bertolini, Alfieri, Idelma Tommasini, Magnoni e Rossi. In ginocchio da sinistra: Niccolino, Galimberti, Diana Cenni, e Santoro.

Il 23 marzo 1959 al Palazzetto dello Sport di Napoli il Presidente della F.I.P. Decio Scuri le consegnò il distintivo ricordo coniato apposta per tutte le cestiste italiane che avevano giocato almeno una partita in Nazionale Italiana.

Da sinistra: Cesare Rubini, Diana Cenni, Decio Scuri e due altri nazionali di basket premiati a Napoli.

### Pattinaggio
Iniziò l'attività sportiva nel F.G.C. di Bologna.
Ai campionati italiani a Roma il 16 marzo 1936 si classificò ottava correndo 600 metri in 1' e 52''.

### Cronologia presenze e punti in Nazionale
| Cronologia completa delle presenze e dei punti in Nazionale - Italia | Cronologia completa delle presenze e dei punti in Nazionale - Italia | Cronologia completa delle presenze e dei punti in Nazionale - Italia | Cronologia completa delle presenze e dei punti in Nazionale - Italia | Cronologia completa delle presenze e dei punti in Nazionale - Italia | Cronologia completa delle presenze e dei punti in Nazionale - Italia | Cronologia completa delle presenze e dei punti in Nazionale - Italia | Cronologia completa delle presenze e dei punti in Nazionale - Italia |
| Data                                                                 | Città                                                                | In casa                                                              | Risultato                                                            | Ospiti                                                               | Competizione                                                         | Punti                                                                | Note                                                                 |
| -------------------------------------------------------------------- | -------------------------------------------------------------------- | -------------------------------------------------------------------- | -------------------------------------------------------------------- | -------------------------------------------------------------------- | -------------------------------------------------------------------- | -------------------------------------------------------------------- | -------------------------------------------------------------------- |
| 09/01/1948                                                           | Parigi                                                               | Francia                                                              | 35 - 22                                                              | Italia                                                               | Amichevole                                                           | 0                                                                    | [ 11 ]                                                               |
| Totale                                                               |                                                                      | Presenze                                                             | 1                                                                    |                                                                      | Punti                                                                | 0                                                                    |                                                                      |

## Palmarès
- Campionato italiano: 3

Canottieri Milano: 1942-43
Bernocchi Legnano: 1946-47 e 1947-48.